# Lijst van wereldkampioenen freestyleskiën
De wereldkampioenschappen freestyleskiën zijn tweejaarlijkse kampioenschappen voor freestyleskiërs. Dit is een lijst van wereldkampioenen freestyleskiën sinds 1986.

## Disciplines
Sinds de editie van 2005 bestaat het programma van de WK uit de disciplines aerials, halfpipe, moguls, dual moguls en ski cross. In 2011 kwam hier de discipline slopestyle bij.
|                | Aerials   | Halfpipe  | Moguls    | Dual mogul | Ski cross | Slopestyle | Arco      | Combinatie |
| -------------- | --------- | --------- | --------- | ---------- | --------- | ---------- | --------- | ---------- |
| Mannen Vrouwen | 1986-2015 | 2005-2015 | 1986-2015 | 1999-2009  | 2005-2015 | 2011-2015  | 1986-1999 | 1986-1995  |

## Mannen

### Aerials
| Editie  | Plaats                   | Plaats | Winnaar           | Winnaar |
| ------- | ------------------------ | ------ | ----------------- | ------- |
| WK 1986 | Tignes                   | FRA    | Lloyd Langlois    | CAN     |
| WK 1988 | Calgary                  | CAN    | Jean-Marc Rozon   | FRA     |
| WK 1989 | Oberjoch (Bad Hindelang) | GER    | Lloyd Langlois    | CAN     |
| WK 1991 | Lake Placid              | USA    | Philippe Laroche  | CAN     |
| WK 1993 | Altenmarkt im Pongau     | AUT    | Philippe Laroche  | CAN     |
| WK 1995 | La Clusaz                | FRA    | Trace Worthington | USA     |
| WK 1997 | Nagano                   | JPN    | Nicolas Fontaine  | CAN     |
| WK 1999 | Meiringen                | SUI    | Eric Bergoust     | USA     |
| WK 2001 | Whistler                 | CAN    | Alexei Grichin    | BLR     |
| WK 2003 | Deer Valley              | USA    | Dmitri Arkhipov   | RUS     |
| WK 2005 | Ruka                     | FIN    | Steve Omischl     | CAN     |
| WK 2007 | Madonna di Campiglio     | ITA    | Han Xiaopeng      | CHN     |
| WK 2009 | Inawashiro (Yama)        | JPN    | Ryan St. Onge     | USA     |
| WK 2011 | Deer Valley              | USA    | Warren Shouldice  | CAN     |
| WK 2013 | Voss                     | NOR    | Guangpu Qi        | CHN     |
| WK 2015 | Kreischberg              | AUT    | Quangpu Qi        | CHN     |

### Halfpipe
| Editie  | Plaats               | Plaats | Winnaar                                | Winnaar                                |
| ------- | -------------------- | ------ | -------------------------------------- | -------------------------------------- |
| WK 2005 | Ruka                 | FIN    | Mathias Wecxsteen                      | FRA                                    |
| WK 2007 | Madonna di Campiglio | ITA    | wedstrijd afgelast wegens sneeuwgebrek | wedstrijd afgelast wegens sneeuwgebrek |
| WK 2009 | Inawashiro (Yama)    | JPN    | Kevin Rolland                          | FRA                                    |
| WK 2011 | Deer Valley          | USA    | Micheal Riddle                         | CAN                                    |
| WK 2013 | Voss                 | NOR    | David Wise                             | USA                                    |
| WK 2015 | Kreischberg          | AUT    | Kyle Smaine                            | USA                                    |

### Moguls
| Editie  | Plaats                   | Plaats | Winnaar                   | Winnaar |
| ------- | ------------------------ | ------ | ------------------------- | ------- |
| WK 1986 | Tignes                   | FRA    | Eric Berthon              | FRA     |
| WK 1988 | Calgary                  | CAN    | Hakan Hansson             | SWE     |
| WK 1989 | Oberjoch (Bad Hindelang) | GER    | Edgar Grospiron           | FRA     |
| WK 1991 | Lake Placid              | USA    | Edgar Grospiron           | FRA     |
| WK 1993 | Altenmarkt im Pongau     | AUT    | Jean-Luc Brassard         | CAN     |
| WK 1995 | La Clusaz                | FRA    | Edgar Grospiron           | FRA     |
| WK 1997 | Nagano                   | JPN    | Jean-Luc Brassard         | CAN     |
| WK 1999 | Meiringen                | SUI    | Janne Lahtela             | FIN     |
| WK 2001 | Whistler                 | CAN    | Mikko Ronkainen           | FIN     |
| WK 2003 | Deer Valley              | USA    | Mikko Ronkainen           | FIN     |
| WK 2005 | Ruka                     | FIN    | Nathan Roberts            | USA     |
| WK 2007 | Madonna di Campiglio     | ITA    | Pierre-Alexandre Rousseau | CAN     |
| WK 2009 | Inawashiro (Yama)        | JPN    | Patrick Deneen            | USA     |
| WK 2011 | Deer Valley              | USA    | Guilbaut Colas            | FRA     |
| WK 2013 | Voss                     | NOR    | Mikael Kingsbury          | CAN     |
| WK 2015 | Kreischberg              | AUT    | Anthony Benna             | FRA     |

### Dual moguls
| Editie  | Plaats               | Plaats | Winnaar            | Winnaar |
| ------- | -------------------- | ------ | ------------------ | ------- |
| WK 1999 | Meiringen            | SUI    | Johann Gregoire    | FRA     |
| WK 2001 | Whistler             | CAN    | Stephane Yonnet    | FRA     |
| WK 2003 | Deer Valley          | USA    | Jeremy Bloom       | USA     |
| WK 2005 | Ruka                 | FIN    | Toby Dawson        | USA     |
| WK 2007 | Madonna di Campiglio | ITA    | Dale Begg-Smith    | AUS     |
| WK 2009 | Inawashiro (Yama)    | JPN    | Alexandre Bilodeau | CAN     |
| WK 2011 | Deer Valley          | USA    | Alexandre Bilodeau | CAN     |
| WK 2013 | Voss                 | NOR    | Alexandre Bilodeau | CAN     |
| WK 2015 | Kreischberg          | AUT    | Mikael Kingsbury   | CAN     |

### Ski cross
| Editie  | Plaats               | Plaats | Winnaar               | Winnaar |
| ------- | -------------------- | ------ | --------------------- | ------- |
| WK 2005 | Ruka                 | FIN    | Tomas Kraus           | CZE     |
| WK 2007 | Madonna di Campiglio | ITA    | Tomas Kraus           | CZE     |
| WK 2009 | Inawashiro (Yama)    | JPN    | Andreas Matt          | AUT     |
| WK 2011 | Deer Valley          | USA    | Christopher Delbosco  | CAN     |
| WK 2013 | Voss                 | NOR    | Jean Frederic Chapuis | FRA     |
| WK 2015 | Kreischberg          | AUT    | Filip Flisar          | SLO     |

### Slopestyle
| Editie  | Plaats      | Plaats | Winnaar         | Winnaar |
| ------- | ----------- | ------ | --------------- | ------- |
| WK 2011 | Deer Valley | USA    | Alex Schlopy    | USA     |
| WK 2013 | Voss        | NOR    | Thomas Wallisch | USA     |
| WK 2015 | Kreischberg | AUT    | Fabian Bösch    | SUI     |

### Acro
| Editie  | Plaats                   | Plaats | Winnaar            | Winnaar |
| ------- | ------------------------ | ------ | ------------------ | ------- |
| WK 1986 | Tignes                   | FRA    | Richard Schabl     | FRG     |
| WK 1988 | Calgary                  | CAN    | Hermann Reitberger | FRG     |
| WK 1989 | Oberjoch (Bad Hindelang) | GER    | Hermann Reitberger | FRG     |
| WK 1991 | Lake Placid              | USA    | Lane Spina         | USA     |
| WK 1993 | Altenmarkt im Pongau     | AUT    | Fabrice Becker     | FRA     |
| WK 1995 | La Clusaz                | FRA    | Rune Kristiansen   | NOR     |
| WK 1997 | Nagano                   | JPN    | Fabrice Becker     | FRA     |
| WK 1999 | Meiringen                | SUI    | Ian Edmondson      | USA     |

### Combinatie
| Editie  | Plaats                   | Plaats | Winnaar            | Winnaar       |
| ------- | ------------------------ | ------ | ------------------ | ------------- |
| WK 1986 | Tignes                   | FRA    | Alain Laroche      | CAN           |
| WK 1988 | Calgary                  | CAN    | niet gehouden      | niet gehouden |
| WK 1989 | Oberjoch (Bad Hindelang) | GER    | Chris Simboli      | CAN           |
| WK 1991 | Lake Placid              | USA    | Sergej Sjoepletsov | RUS           |
| WK 1993 | Altenmarkt im Pongau     | AUT    | Sergej Sjoepletsov | RUS           |
| WK 1995 | La Clusaz                | FRA    | Trace Worthington  | USA           |

## Vrouwen

### Aerials
| Editie  | Plaats                   | Plaats | Winnaar               | Winnaar |
| ------- | ------------------------ | ------ | --------------------- | ------- |
| WK 1986 | Tignes                   | FRA    | Maria Quintana        | USA     |
| WK 1988 | Calgary                  | CAN    | Melanie Palenik       | USA     |
| WK 1989 | Oberjoch (Bad Hindelang) | GER    | Catherine Lombard     | FRA     |
| WK 1991 | Lake Placid              | USA    | Vasilyisa Sementsjoek | URS     |
| WK 1993 | Altenmarkt im Pongau     | AUT    | Lina Tsjerjazova      | UZB     |
| WK 1995 | La Clusaz                | FRA    | Nikki Stone           | USA     |
| WK 1997 | Nagano                   | JPN    | Kirstie Marshall      | AUS     |
| WK 1999 | Meiringen                | SUI    | Jacqui Cooper         | AUS     |
| WK 2001 | Whistler                 | CAN    | Veronika Bauer        | CAN     |
| WK 2003 | Deer Valley              | USA    | Alisa Camplin         | AUS     |
| WK 2005 | Ruka                     | FIN    | Li Nina               | CHN     |
| WK 2007 | Madonna di Campiglio     | ITA    | Li Nina               | CHN     |
| WK 2009 | Inawashiro (Yama)        | JPN    | Li Nina               | CHN     |
| WK 2011 | Deer Valley              | USA    | Shuang Cheng          | CHN     |
| WK 2013 | Voss                     | NOR    | Mengtao Xu            | CHN     |
| WK 2015 | Kreischberg              | AUT    | Laura Peel            | AUS     |

### Halfpipe
| Editie  | Plaats               | Plaats | Winnaar                                | Winnaar                                |
| ------- | -------------------- | ------ | -------------------------------------- | -------------------------------------- |
| WK 2005 | Ruka                 | FIN    | Sarah Burke                            | CAN                                    |
| WK 2007 | Madonna di Campiglio | ITA    | wedstrijd afgelast wegens sneeuwgebrek | wedstrijd afgelast wegens sneeuwgebrek |
| WK 2009 | Inawashiro (Yama)    | JPN    | Virginie Faivre                        | SUI                                    |
| WK 2011 | Deer Valley          | USA    | Rosalind Groenewoud                    | CAN                                    |
| WK 2013 | Voss                 | NOR    | Virginie Faivre                        | SUI                                    |
| WK 2015 | Kreischberg          | AUT    | Virginie Faivre                        | SUI                                    |

### Moguls
| Editie  | Plaats                   | Plaats | Winnaar                 | Winnaar |
| ------- | ------------------------ | ------ | ----------------------- | ------- |
| WK 1986 | Tignes                   | FRA    | Mary Jo Tiampo          | USA     |
| WK 1988 | Calgary                  | CAN    | Tatjana Mittermayer     | FRG     |
| WK 1989 | Oberjoch (Bad Hindelang) | GER    | Raphaëlle Monod         | FRA     |
| WK 1991 | Lake Placid              | USA    | Donna Weinbrecht        | USA     |
| WK 1993 | Altenmarkt im Pongau     | AUT    | Stine Lise Hattestad    | NOR     |
| WK 1995 | La Clusaz                | FRA    | Candice Gilg            | FRA     |
| WK 1997 | Nagano                   | JPN    | Candice Gilg            | FRA     |
| WK 1999 | Meiringen                | SUI    | Ann Battelle            | USA     |
| WK 2001 | Whistler                 | CAN    | Kari Traa               | NOR     |
| WK 2003 | Deer Valley              | USA    | Kari Traa               | NOR     |
| WK 2005 | Ruka                     | FIN    | Hannah Kearney          | USA     |
| WK 2007 | Madonna di Campiglio     | ITA    | Kristi Richards         | CAN     |
| WK 2009 | Inawashiro (Yama)        | JPN    | Aiko Uemura             | JPN     |
| WK 2011 | Deer Valley              | USA    | Jennifer Heil           | CAN     |
| WK 2013 | Voss                     | NOR    | Hannah Kearney          | USA     |
| WK 2015 | Kreischberg              | AUT    | Justine Dufour-Lapointe | CAN     |

### Dual moguls
| Editie  | Plaats               | Plaats | Winnaar        | Winnaar |
| ------- | -------------------- | ------ | -------------- | ------- |
| WK 1999 | Meiringen            | SUI    | Sandra Schmitt | GER     |
| WK 2001 | Whistler             | CAN    | Kari Traa      | NOR     |
| WK 2003 | Deer Valley          | USA    | Kari Traa      | NOR     |
| WK 2005 | Ruka                 | FIN    | Jennifer Heil  | CAN     |
| WK 2007 | Madonna di Campiglio | ITA    | Jennifer Heil  | CAN     |
| WK 2009 | Inawashiro (Yama)    | JPN    | Aiko Uemura    | JPN     |
| WK 2011 | Deer Valley          | USA    | Jennifer Heil  | CAN     |
| WK 2013 | Voss                 | NOR    | Hannah Kearney | USA     |
| WK 2015 | Kreischberg          | AUT    | Hannah Kearney | USA     |

### Ski cross
| Editie  | Plaats               | Plaats | Winnaar          | Winnaar |
| ------- | -------------------- | ------ | ---------------- | ------- |
| WK 2005 | Ruka                 | FIN    | Karin Huttary    | AUT     |
| WK 2007 | Madonna di Campiglio | ITA    | Ophelie David    | FRA     |
| WK 2009 | Inawashiro (Yama)    | JPN    | Ashleigh McIvor  | CAN     |
| WK 2011 | Deer Valley          | USA    | Kelsey Serwa     | CAN     |
| WK 2013 | Voss                 | NOR    | Fanny Smith      | SUI     |
| WK 2015 | Kreischberg          | AUT    | Andrea Limbacher | AUT     |

### Slopestyle
| Editie  | Plaats      | Plaats | Winnaar         | Winnaar |
| ------- | ----------- | ------ | --------------- | ------- |
| WK 2011 | Deer Valley | USA    | Anna Segal      | AUS     |
| WK 2013 | Voss        | NOR    | Kaya Turski     | CAN     |
| WK 2015 | Kreischberg | AUT    | Lisa Zimmermann | GER     |

### Acro
| Editie  | Plaats                   | Plaats | Winnaar               | Winnaar |
| ------- | ------------------------ | ------ | --------------------- | ------- |
| WK 1986 | Tignes                   | FRA    | Jan Bucher            | USA     |
| WK 1988 | Calgary                  | CAN    | Christine Rossi       | FRA     |
| WK 1989 | Oberjoch (Bad Hindelang) | GER    | Jan Bucher            | USA     |
| WK 1991 | Lake Placid              | USA    | Ellen Breen           | USA     |
| WK 1993 | Altenmarkt im Pongau     | AUT    | Ellen Breen           | USA     |
| WK 1995 | La Clusaz                | FRA    | Jelena Batalova       | RUS     |
| WK 1997 | Nagano                   | JPN    | Oksana Koesjenko      | RUS     |
| WK 1999 | Meiringen                | SUI    | Natalja Razoemovskaja | RUS     |

### Combinatie
| Editie  | Plaats                   | Plaats | Winnaar          | Winnaar       |
| ------- | ------------------------ | ------ | ---------------- | ------------- |
| WK 1986 | Tignes                   | FRA    | Conny Kissling   | SUI           |
| WK 1988 | Calgary                  | CAN    | niet gehouden    | niet gehouden |
| WK 1989 | Oberjoch (Bad Hindelang) | GER    | Melanie Palenik  | USA           |
| WK 1991 | Lake Placid              | USA    | Maja Schmid      | SUI           |
| WK 1993 | Altenmarkt im Pongau     | AUT    | Katherina Kubenk | CAN           |
| WK 1995 | La Clusaz                | FRA    | Kristean Porter  | USA           |

1986 ·
1988 ·
1989 ·
1991 ·
1993 ·
1995 ·
1997 ·
1999 ·
2001 ·
2003 ·
2005 ·
2007 ·
2009 ·
2011 ·
2013 ·
2015 ·
2017 ·
2019 ·
2021 ·
2023
Lijst van wereldkampioenen freestyleskiën